# 비셰보섬

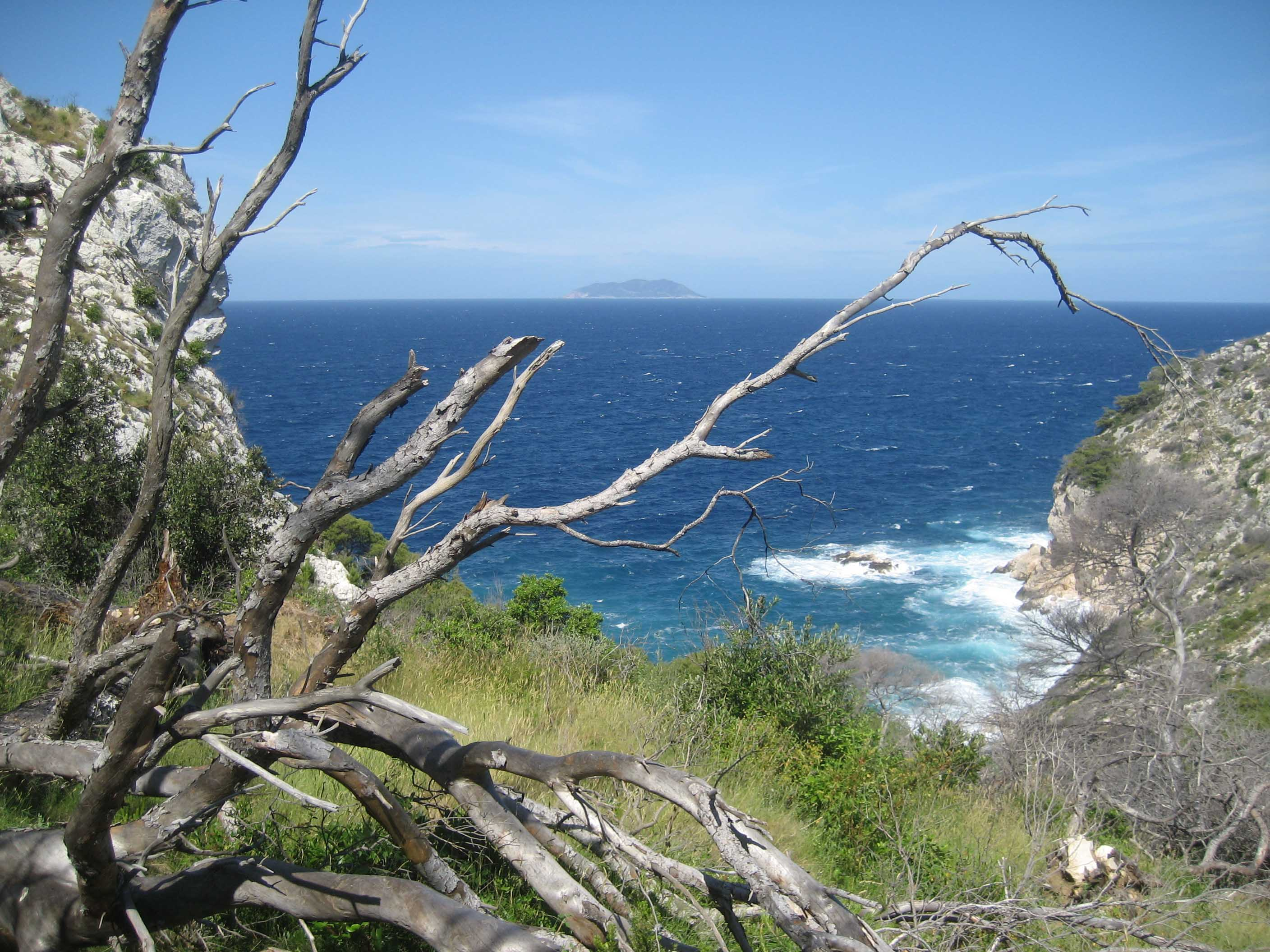
비셰보섬

비셰보섬(크로아티아어: Biševo, 이탈리아어: Busi)은 아드리아해에 위치한 크로아티아의 섬으로 면적은 5.8km2, 높이는 239m, 인구는 15명(2011년 기준)이다. 행정 구역상으로는 스플리트달마티아주에 속하며 달마티아 중부에 위치한다.
섬은 석회암으로 구성되어 있으며 비스섬에서 남서쪽으로 5km 정도 떨어진 곳에 위치한다. 섬 중부에는 비옥한 평야 지대가 있고 섬 북부에는 소나무 숲이 있다. 섬의 나머지는 숲에 뒤덮인 지형, 밖으로 드러낸 바위 지형이 남아 있다. 섬 연안은 풍부한 어업 지역이다. 섬의 주요 산업은 포도주용 포도 재배, 어업이다.
1050년 스플리트에서 온 이반 그를리치(Ivan Grlić)가 베네딕도회 수도원을 설립하면서 사람이 살기 시작했지만 해적의 공격으로 인해 200년 뒤에 폐허로 남았다. 수도원 유적 인근에는 교황 실베스테르 1세 교회가 남아 있다.

## 같이 보기
- 크로아티아
- 비스섬
- 달마티아